# Liga 1 de Indonesia
La Liga 1 de Indonesia, llamada Shopee Liga 1 por razones de patrocinio con Shopee, es la principal competencia de clubes de fútbol en Indonesia, es gestionada por PT Liga Indonesia Baru, en el año 2008 reemplazo a la Indonesia Super League como la máxima categoría del fútbol en el país.

## Resumen
La Liga Indonesia fue establecida en 1994, cuando las ligas semi-profesionales: Perserikatan y Galatama; se fusionaron para formar la liga profesional: Liga Indonesia. La mayoría de los jugadores de la liga son de origen indonesio; sin embargo algunos jugadores internacionales como  Argentina, Chile, Uruguay, Brasil y otros han jugado en la Liga Indonesia.

## El torneo
Desde la temporada 1994-95 hasta la temporada 2014, la estructura de la Liga Indonesia ha cambiado casi cada año. Para algunas temporadas, había dos divisiones dentro de la máxima categoría, para otras, había tres. El número de clubes en la máxima categoría ha variado entre los 18 y 28, y las temporadas duraban entre 34 y 38 juegos.
El equipo campeón y subcampeón de la liga clasifican a la Copa de la AFC, el segundo torneo en importancia en Asia. El descenso de categoría es a la Primera División de Indonesia (Divisi Utama) el segundo nivel del sistema de ligas de Indonesia.

## Equipos temporada 2022-23
| Club               | Ciudad            | Estadio                   | Capacidad |
| ------------------ | ----------------- | ------------------------- | --------- |
| Arema Indonesia    | Malang            | Kanjuruhan Stadium        | 42 449    |
| Bali United FC     | Gianyar           | Kapten I Wayan Dipta      | 23 000    |
| Barito Putera      | Martapura         | Demang Lehman Stadium     | 15 000    |
| Bhayangkara FC     | Bandar Lampung    | Pahoman Stadium           | 15 000    |
| Borneo Samarinda   | Samarinda         | Segiri Samarinda Stadium  | 16 000    |
| Dewa United        | Tangerang del Sur | Indomilk Arena            | 15 000    |
| Madura United      | Bandar Lampung    | Sumpah Pemuda Stadium     | 25 000    |
| Persebaya Surabaya | Surabaya          | Gelora Bung Tomo Stadium  | 55 000    |
| Persib Bandung     | Bandung           | Jalak Harupat Stadium     | 27 000    |
| Persija Jakarta    | Yakarta           | Gelora Bung Karno Stadium | 77 193    |
| Persik Kediri      | Kediri            | Brawijaya Stadium         | 20 000    |
| Persikabo 1973     | Bogor             | Estadio Pakansari         | 30 000    |
| Persis Solo        | Surakarta         | Estadio Manahan           | 20 000    |
| Persita Tangerang  | Tangerang         | Benteng Taruna Stadium    | 30 000    |
| PSIS Semarang      | Semarang          | Citarum Stadium           | 7 000     |
| PSM Makassar       | Makassar          | Andi Mattalata Stadium    | 15 000    |
| PSS Sleman         | Sleman            | Maguwoharjo Stadium       | 31 700    |
| RANS FC            | Yakarta           | Estadio Pakansari         | 30 000    |

## Palmarés
- Para los campeones anteriores véase Perserikatan, primera división de fútbol de Indonesia de 1930 a 1994, y Liga Galatama, liga de fútbol paralela establecida en 1979 y disputada hasta 1994. Ambas ligas se fusionaron en 1994 para dar origen a la Liga Indonesia.

### Liga Indonesia
| Temporada | Campeón                                                              | Subcampeón                                                           | Máximo goleador                                                      | Club                                                                 | Goles                                                                |
| --------- | -------------------------------------------------------------------- | -------------------------------------------------------------------- | -------------------------------------------------------------------- | -------------------------------------------------------------------- | -------------------------------------------------------------------- |
| 1994-95   | Persib Bandung                                                       | Petrokimia Putra                                                     | Peri Sandria                                                         | Bandung Raya                                                         | 34                                                                   |
| 1995-96   | Bandung Raya                                                         | PSM Makassar                                                         | Dejan Gluscevic                                                      | Bandung Raya                                                         | 30                                                                   |
| 1996-97   | Persebaya Surabaya                                                   | Bandung Raya                                                         | Jacksen F. Tiago                                                     | Persebaya Surabaya                                                   | 26                                                                   |
| 1997-98   | temporada abandonada por razones políticas y económicas en Indonesia | temporada abandonada por razones políticas y económicas en Indonesia | temporada abandonada por razones políticas y económicas en Indonesia | temporada abandonada por razones políticas y económicas en Indonesia | temporada abandonada por razones políticas y económicas en Indonesia |
| 1998-99   | PSIS Semarang                                                        | Persebaya Surabaya                                                   | Alain Mabenda                                                        | PSDS Deli Serdang                                                    | 11                                                                   |
| 1999-00   | PSM Makassar                                                         | PKT Bontang                                                          | Bambang Pamungkas                                                    | Persija Jakarta                                                      | 24                                                                   |
| 2001      | Persija Jakarta                                                      | PSM Makassar                                                         | Sadissou Bako                                                        | PS Barito Putera                                                     | 22                                                                   |
| 2002      | Petrokimia Putra                                                     | Persita Tangerang                                                    | Ilham Jaya Kesuma                                                    | Persita Tangerang                                                    | 26                                                                   |
| 2003      | Persik Kediri                                                        | PSM Makassar                                                         | Oscar Aravena                                                        | PSM Makassar                                                         | 31                                                                   |
| 2004      | Persebaya Surabaya                                                   | PSM Makassar                                                         | Ilham Jaya Kesuma                                                    | Persita Tangerang                                                    | 22                                                                   |
| 2005      | Persipura Jayapura                                                   | Persija Jakarta                                                      | Cristian Gonzáles                                                    | Persik Kediri                                                        | 25                                                                   |
| 2006      | Persik Kediri                                                        | PSIS Semarang                                                        | Cristian Gonzáles                                                    | Persik Kediri                                                        | 29                                                                   |
| 2007-08   | Sriwijaya FC                                                         | PSMS Medan                                                           | Cristian Gonzáles                                                    | Persik Kediri                                                        | 32                                                                   |

### Superliga de Indonesia
| Temporada | Campeón                                            | Subcampeón                                         | Máximo goleador                                    | Club                                               | Goles                                              |
| --------- | -------------------------------------------------- | -------------------------------------------------- | -------------------------------------------------- | -------------------------------------------------- | -------------------------------------------------- |
| 2008-09   | Persipura Jayapura                                 | Persiwa Wamena                                     | Boaz Solossa Cristian Gonzáles                     | Persipura Jayapura Persib Bandung                  | 28                                                 |
| 2009-10   | Arema Indonesia                                    | Persipura Jayapura                                 | Aldo Barreto                                       | Bontang FC                                         | 19                                                 |
| 2010-11   | Persipura Jayapura                                 | Arema Indonesia                                    | Boaz Solossa                                       | Persipura Jayapura                                 | 22                                                 |
| 2011-12   | Sriwijaya FC                                       | Persipura Jayapura                                 | Alberto Gonçalves                                  | Persipura Jayapura                                 | 25                                                 |
| 2013      | Persipura Jayapura                                 | Arema Indonesia                                    | Boaz Solossa                                       | Persipura Jayapura                                 | 26                                                 |
| 2014      | Persib Bandung                                     | Persipura Jayapura                                 | Emmanuel Kenmogne                                  | Persebaya Surabaya                                 | 25                                                 |
| 2015      | Temporada cancelada por interferencia del gobierno | Temporada cancelada por interferencia del gobierno | Temporada cancelada por interferencia del gobierno | Temporada cancelada por interferencia del gobierno | Temporada cancelada por interferencia del gobierno |
| 2016      | Reemplazado temporalmente como ISCA Nota           | Reemplazado temporalmente como ISCA Nota           | Reemplazado temporalmente como ISCA Nota           | Reemplazado temporalmente como ISCA Nota           | Reemplazado temporalmente como ISCA Nota           |

Nota: El Campeonato de Indonesia de Fútbol (ISCA) fue una competencia única y no sancionada por la Asociación de Fútbol de Indonesia (PSSI). La competencia se llevó a cabo porque la PSSI no se sometió a la suspensión de la FIFA en ese momento.

### Liga 1
| Temporada | Campeón                                      | Subcampeón                                   | Máximo goleador                              | Club                                         | Goles                                        |
| --------- | -------------------------------------------- | -------------------------------------------- | -------------------------------------------- | -------------------------------------------- | -------------------------------------------- |
| 2017      | Bhayangkara FC                               | Bali United FC                               | Sylvano Comvalius                            | Bali United FC                               | 37                                           |
| 2018      | Persija Jakarta                              | PSM Makassar                                 | Aleksandar Rakić                             | PS TIRA                                      | 21                                           |
| 2019      | Bali United FC                               | Persebaya Surabaya                           | Marko Šimić                                  | Persija Jakarta                              | 28                                           |
| 2020      | Abandonado debido a la pandemia del COVID-19 | Abandonado debido a la pandemia del COVID-19 | Abandonado debido a la pandemia del COVID-19 | Abandonado debido a la pandemia del COVID-19 | Abandonado debido a la pandemia del COVID-19 |
| 2021–22   | Bali United FC                               | Persib Bandung                               | Ilija Spasojević                             | Bali United FC                               | 23                                           |
| 2022–23   | PSM Makassar                                 | Persija Jakarta                              | Matheus Pato                                 | Borneo FC Samarinda                          | 25                                           |
| 2023–24   | Persib Bandung                               | Madura United                                | David da Silva                               | Persib Bandung                               | 30                                           |
| 2024–25   | Persib Bandung                               | Dewa United                                  | Alex Martins                                 | Dewa United                                  | 26                                           |

## Títulos por club
- Se considera la Liga Indonesia, Super Liga y Liga 1.

| Club               | Campeón | 2° | Años campeón                 |
| ------------------ | ------- | -- | ---------------------------- |
| Persipura Jayapura | 4       | 3  | 2005, 2008-09, 2010-11, 2013 |
| Persib Bandung     | 4       | 1  | 1994-95, 2014, 2024, 2025    |
| PSM Makassar       | 2       | 5  | 2000, 2022–23                |
| Persebaya Surabaya | 2       | 2  | 1996-97, 2004                |
| Persija Jakarta    | 2       | 2  | 2001, 2018                   |
| Bali United FC     | 2       | 1  | 2019, 2021–22                |
| Persik Kediri      | 2       | -  | 2003, 2006                   |
| Sriwijaya FC       | 2       | -  | 2007-08, 2011-12             |
| Arema FC           | 1       | 2  | 2009-10                      |
| Bandung Raya FC    | 1       | 1  | 1995-96                      |
| Petrokimia Putra   | 1       | 1  | 2002                         |
| PSIS Semarang      | 1       | 1  | 1998-99                      |
| Bhayangkara FC     | 1       | -  | 2017                         |
| Persiwa Wamena     | -       | 1  | -----                        |
| PSMS Medan         | -       | 1  | -----                        |
| Persita Tangerang  | -       | 1  | -----                        |
| PKT Bontang        | -       | 1  | ------                       |
| Madura United FC   | -       | 1  | ------                       |
| Dewa United        | -       | 1  | ------                       |

## Sistema actual
| Nivel | Liga/División           | Liga/División           | Liga/División           | Liga/División           | Liga/División           | Liga/División           | Liga/División           | Liga/División           | Liga/División           | Liga/División           | Liga/División           | Liga/División           | Liga/División           | Liga/División           | Liga/División           | Liga/División           | Liga/División           | Liga/División           |
| ----- | ----------------------- | ----------------------- | ----------------------- | ----------------------- | ----------------------- | ----------------------- | ----------------------- | ----------------------- | ----------------------- | ----------------------- | ----------------------- | ----------------------- | ----------------------- | ----------------------- | ----------------------- | ----------------------- | ----------------------- | ----------------------- |
| 1     | Liga 1 18 clubes        | Liga 1 18 clubes        | Liga 1 18 clubes        | Liga 1 18 clubes        | Liga 1 18 clubes        | Liga 1 18 clubes        | Liga 1 18 clubes        | Liga 1 18 clubes        | Liga 1 18 clubes        | Liga 1 18 clubes        | Liga 1 18 clubes        | Liga 1 18 clubes        | Liga 1 18 clubes        | Liga 1 18 clubes        | Liga 1 18 clubes        | Liga 1 18 clubes        | Liga 1 18 clubes        | Liga 1 18 clubes        |
| 2     | Liga 2 24 clubes        | Liga 2 24 clubes        | Liga 2 24 clubes        | Liga 2 24 clubes        | Liga 2 24 clubes        | Liga 2 24 clubes        | Liga 2 24 clubes        | Liga 2 24 clubes        | Liga 2 24 clubes        | Liga 2 24 clubes        | Liga 2 24 clubes        | Liga 2 24 clubes        | Liga 2 24 clubes        | Liga 2 24 clubes        | Liga 2 24 clubes        | Liga 2 24 clubes        | Liga 2 24 clubes        | Liga 2 24 clubes        |
| 3     | Liga 3 Ilimitado clubes | Liga 3 Ilimitado clubes | Liga 3 Ilimitado clubes | Liga 3 Ilimitado clubes | Liga 3 Ilimitado clubes | Liga 3 Ilimitado clubes | Liga 3 Ilimitado clubes | Liga 3 Ilimitado clubes | Liga 3 Ilimitado clubes | Liga 3 Ilimitado clubes | Liga 3 Ilimitado clubes | Liga 3 Ilimitado clubes | Liga 3 Ilimitado clubes | Liga 3 Ilimitado clubes | Liga 3 Ilimitado clubes | Liga 3 Ilimitado clubes | Liga 3 Ilimitado clubes | Liga 3 Ilimitado clubes |

## Patrocinadores
Liga Indonesia ha sido patrocinada desde su creación en 1994. Los patrocinadores determinaron el nombre de la Liga.
- 2008–2011: Djarum (Djarum Indonesia Super League)
- 2012–2014: Sin patrocinadores[8]
- 2015: Qatar National Bank (QNB League)[9]
- 2017: Go-Jek y Traveloka	(Go-Jek Traveloka Liga 1)
- 2018: Go-Jek (Go-Jek Liga 1)
- 2019-presente: Shopee (Shopee Liga 1)

Mientras tanto, para la estación oficial de televisión, la Liga Indonesia ha sido el apoyo de siete estaciones de televisión
- 2008–2011:  ANTV
- 2012–2015:  RCTI, GTV y MNCTV
- 2017:  tvOne
- 2018–presente:  Indosiar y O Channel